# 龍門炭鉱線
龍門炭鉱線（リョンムンタングァンせん）は、朝鮮民主主義人民共和国平安北道球場郡にある魚龍駅から龍門炭鉱駅までを結ぶ鉄道路線である。

## 路線データ
- 路線距離：魚龍～龍門炭鉱間7.1km
- 駅数：2（両端駅を含む）
- 軌間：1435mm
- 電化区間：全線（直流3000V）
- 複線区間：なし

## 概要
日本統治時代に建設された龍門炭鉱線を原型としている。

## 歴史
- 1941年9月1日：開業[1]。

## 駅一覧
- 駅所在地は全線平安北道球場郡内。

| 駅名       | 駅名       | 駅名                | 駅間キロ (km) | 累計キロ (km) | 接続路線             |
| 日本語     | 朝鮮語     | 英語                | 駅間キロ (km) | 累計キロ (km) | 接続路線             |
| ---------- | ---------- | ------------------- | ------------- | ------------- | -------------------- |
| 魚龍駅     | 어룡역     | Ŏryong              | 0.0           | 0.0           | 北朝鮮鉄道省：満浦線 |
| 龍門炭鉱駅 | 룡문탄광역 | Ryongmun T'an'gwang | 7.1           | 7.1           |                      |

## 参考資料
- 国分隼人（2007年）. 『将軍様の鉄道 北朝鮮鉄道事情』, 新潮社. ISBN 9784103037316